# Сахаб
Сахаб (араб. سحاب) — місто в Йорданії. Розташоване за 16 км на південний схід від Амману, столиці країни, та є його передмістям. Відноситься до провінції Ель-Асіма. Населення Сахабу в 2015 році становило 169 434 особи.
У 1870-х роках деякі з єгипетських сімей, переважно зі сходу країни, масово мігрували до Трансйорданії задля уникнення примусової праці при будівництві Суецького каналу. Спочатку вони працювали в регіоні Балка на сезонних плантаціях, що належали бедуїнам. Сахаб (тоді він називався Сахаб-ва-Салбуд) був одним із дев'яти бедуїнських сільськогосподарських поселень, що відносилися до кази (округу) Ес-Салт в османському адміністративному документі 1883 року. Зрештою єгипетські сім’ї постійно оселилися в цьому місці та одружилися з місцевими жителями. В 1894 році три  єгипетських клани, З'юд, Махарма і Тахарва, придбали ділянки землі навколо хірби (зруйнованого або занедбаного села) Сахабу та перетворили цю ділянку на велику фермерську садибу. Населення Сахабу становило 549 осіб за переписом Османської імперії 1915 року. Клани Сахабу, відомі під назвою «Масарват Сахаб», зрештою стали повністю інтегрованими в йорданське суспільство.
Раніше Сахаб був частиною міста Амман, але в 1962 році він став самостійним муніципалітетом. За переписом населення 2015 року в Сахабі проживало понад 169 тис. осіб, з них: 76 тис. — громадяни Йорданії, 40 тис. — сирійські біженці, 20 тис. — вихідці з Південно-Східної Азії та 15 тис. — вихідці з Єгипту.
У 1984 році в Сахабі було засновано Промисловий комплекс Абдулли II Ібн аль Хуссейна (AIE), що є найбільшим у країні. Він займає площу в 253 га, де розміщено 457 галузей промисловості та зайнято 15 675 працівників. Також у Сахабі розташоване найбільше кладовище Велиокого Амману. Місто має славу передусім промислового вузлу, проте в 2013 році мером Сахабу було запроваджено плани щодо перетворення міста в туристичний напрямок. Ця ініціатива передбачає реалізацію одинадцяти проєктів, зокрема перехід на сонячну енергію, створення музею та зелених зон, фарбування будівель, а також встановлення арабескових воріт при в'їзді до міста.